# Cottendorff
Cottendorff est un hameau de la commune française de Schwerdorff, dans le département de la Moselle.

## Géographie
Situé au nord de Schwerdorff, cette localité est limitrophe de la frontière franco-allemande.

## Toponymie
- Anciennes mentions : Kottendorf-lès-Schwerdorf[1], Cottendorf[2],[3].

## Histoire
Dépendait de la seigneurie de Bourguesch en 1681. 
Le hameau est annexé par la Prusse de 1815 à 1829. Puis réuni de nouveau à Schwerdorff par ordonnance royale du 7 octobre 1830.